# Petr Pavlásek
Petr Pavlásek (* 31. Januar 1947 in Budweis; † 3. Januar 2023) war ein tschechoslowakischer Gewichtheber.
Er nahm 1972 an den Olympischen Spielen in München teil und erreichte im Superschwergewicht den sechsten Platz. Bei den Weltmeisterschaften 1973 wurde er Fünfter. 1974 schaffte er bei den Weltmeisterschaften den vierten Platz. Bei den Weltmeisterschaften 1975 wurde Pavlásek wieder Fünfter. 1976 nahm er an den Olympischen Spielen in Montreal teil, dort wurde er jedoch bei der Dopingkontrolle positiv auf anabole Steroide getestet und disqualifiziert.